# Cirquenizza
Cirquenizza (in croato Crikvenica; in italiano a volte anche Cerquenizza) è una città della Croazia, con una popolazione di 10 004 abitanti (2021), nota per la lunga tradizione nel turismo balneare e nelle cure termali.

## Geografia fisica
Si trova sulla costa orientale del mare Adriatico, affacciata al canale della Morlacca e con alle spalle la regione di Valdivino, a 34 km a sud-est di Fiume.

## Società

### Evoluzione demografica
Abitanti censiti

### La presenza autoctona di italiani
È presente una piccola comunità di italiani autoctoni che rappresentano una minoranza residuale di quelle popolazioni italofone che abitarono per secoli la penisola dell'Istria e le coste e le isole del Quarnaro e della Dalmazia, territori che appartennero alla Repubblica di Venezia. La presenza di italiani a Cirquenizza è drasticamente diminuita in seguito all'esodo giuliano dalmata, che avvenne dopo la seconda guerra mondiale e che fu anche cagionato dai "massacri delle foibe".
Secondo il censimento croato del 2011, la cittadina è in prevalenza abitata da croati (89,82% della popolazione complessiva). Esiste una modestissima minoranza italiana autoctona (0,13%).

## Località
Il comune di Cirquenizza è diviso in 4 insediamenti (naselja) di seguito elencati. Tra parentesi il nome in lingua italiana, spesso desueto.
- Crikvenica (Cirquenizza), sede comunale
- Dramalj (S. Elena Dramaglio[9] o Dramallo)
- Jadranovo (S. Giacomo Siglievizza[9] o Iadrànovo)
- Selce (Selze[9] o Seuzze)

## Amministrazione

### Gemellaggi
- Verbania, dal 1995[10]
- Saint-Dié-des-Vosges